# 寰椎
寰椎（Atlas），又称第一颈椎，英语简称C1，是颈椎的第一节。寰椎英文名以希腊神话中背负地球的泰坦巨神阿特拉斯的名字命名，因为它支托人类头部的全部头骨。
寰椎外形呈环形，无椎体结构，其椎体已经与下方的枢椎融合。
寰椎与枢椎构成连接头骨与脊椎的寰枢关节，与枕骨构成寰枕关节。点头的动作主要通过寰枕关节的屈伸发生，转动头部的动作则主要依赖于寰枢关节。
由于脑干向下延伸到枢椎，致使寰椎和枢椎在神经学研究上极为重要。

## 结构

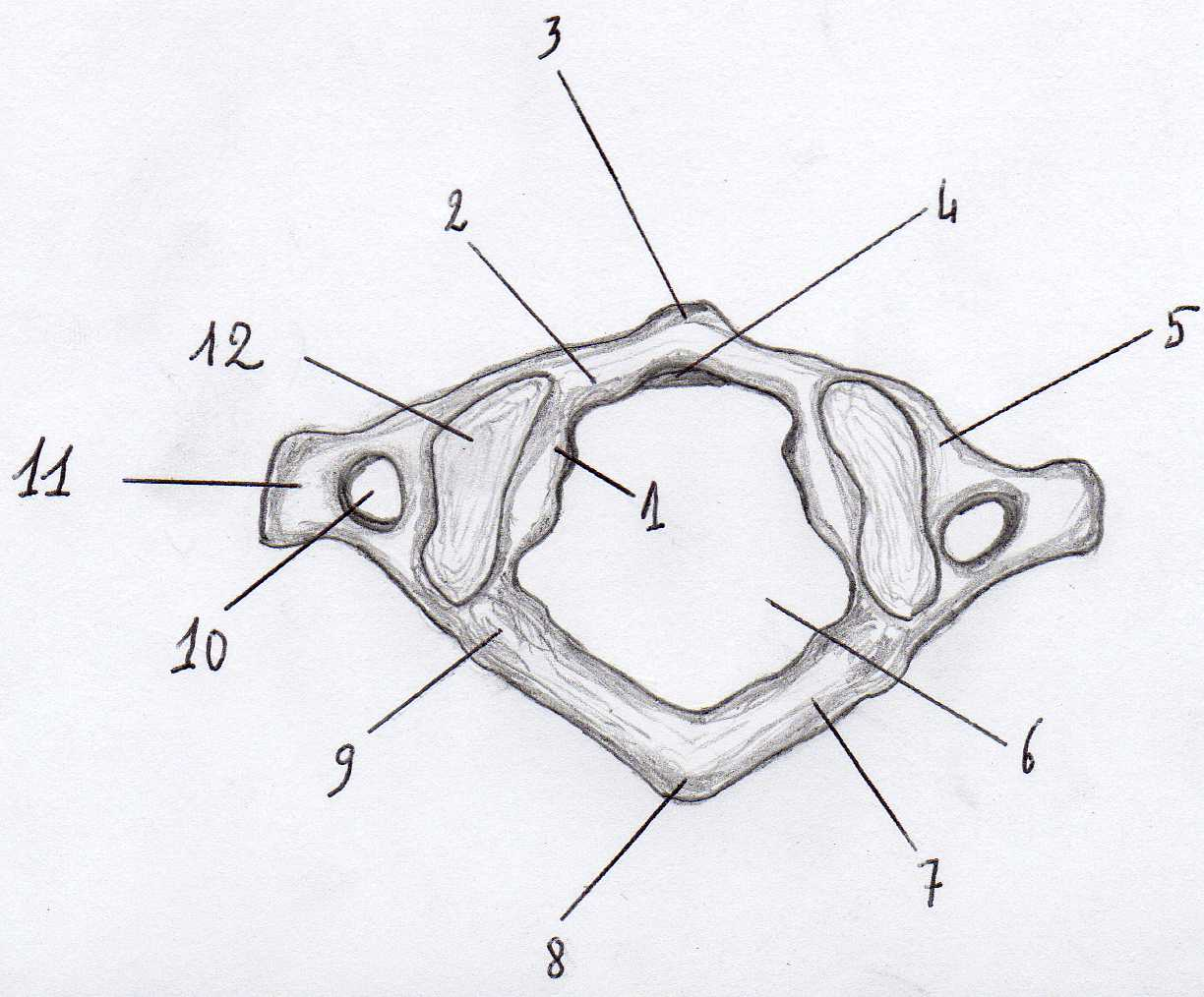
寰椎的结构组成：1：寰椎横韧带附着结节；
2：前弓；
3：前结节；
4：齿突关节面；
5：侧块；
6：椎孔；
7：后弓；
8：后结节；
9：椎动脉沟；
10：横突孔；
11：横突；
12：寰枕关节上关节面

### 前弓
前弓的长度约为寰椎总周长的五分之一。前表面为凸状结构。前弓中央有前结节，其上粘附有颈长肌和前纵韧带。后表面为凹状结构，表面分布着圆形或椭圆形的牙槽并与枢椎形成铰接关节。前弓周围通过韧带与枕骨和枢椎相连接。

### 后弓

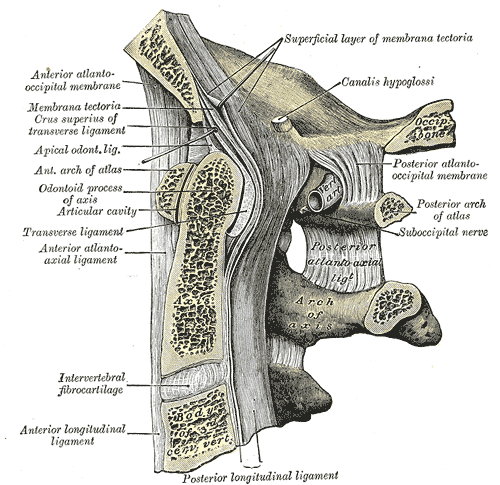
枕骨和前三段颈椎的矢状切面，图中可见韧带的附着情况

后弓连接左右两个侧块，长度约为寰椎总周长的五分之二。其正中心的棘突为后结节，其上粘附有小后头直筋和项韧带。后结节尺寸较小，因而不会限制寰椎和颅骨之间关节的运动。
后弓的后部边缘有圆状结构，用于连接后寰枕膜。椎动脉和第一颈神经后支经过后弓正面一较深的沟，称为椎动脉沟。椎动脉沟中有一个凹槽，后寰枕膜骨化后，凹槽会变成骨管，其被称为弓形孔。
在椎动脉存在的情况下，上行的椎动脉在会侧块周围弯曲，穿过椎动脉沟，并进入弓形孔。
后弓的下侧有两个浅槽，后寰枢椎韧带附着在其下缘并与枢椎连接。

### 侧块
侧块是寰椎最厚和最硬的部位，其支撑着头部的重量。侧块位于寰椎前、后弓的两侧，两个侧块均有上下关节面。
- 上关节面是一个宽大的椭圆形凹面，末端出现双关节面分叉。两个上关节面用于容纳的枕骨髁，形成寰枕关节（英语：Atlanto-occipital joint），使得头部可以进行点头运动[2][7]。
- 下关节面是圆形的、扁平或略微凸起的平面。下关节面与枢椎的齿状突（英语：Axis (anatomy)#Dens）形成寰枢关节，使得头部可以转动[2][7]。

### 椎孔
寰椎中心的孔洞为其椎孔。在上关节面的内侧边缘处有一个被寰椎横韧带附着的小结节，该结节使颅骨不均匀地分开穿过寰椎椎孔。
- 枢椎的齿状突结构穿过寰椎椎孔前部[19]。
- 脊髓和包裹它的脊髓膜穿过寰椎椎孔后部[19]。

寰椎的椎孔半径远大于脊髓穿过椎孔所需的半径，故寰枢椎脱位不会压迫脊髓。

### 成骨作用

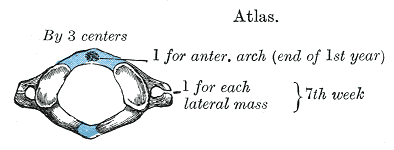
寰椎的三个骨化中心

寰椎的成骨作用通常从三个骨化中心开始。 其中，后弓的骨化开始于妊娠第7周左右，从左右两侧块开始向中心骨化。在出生时，后弓中心为软骨，还未发育完整。直至3－4岁，后弓才骨化完成。
前弓在出生时为软骨，骨化开始于1岁时，并在6－8岁时形成完整的前弓。大多数情况下，前弓的骨化中心在前结节，但有时并不会出现明确的骨化中心，亦有从左右两侧块向前结节骨化的情况。

## 寰椎损伤
寰椎椎弓骨折又被称为杰斐逊骨折（Jefferson fracture），是一种爆裂性骨折。寰椎骨折可造成严重后果，甚而导致死亡。

## 图集

寰椎的形状和位置（以红色标示）
寰椎上面观
- 寰椎的三维模型
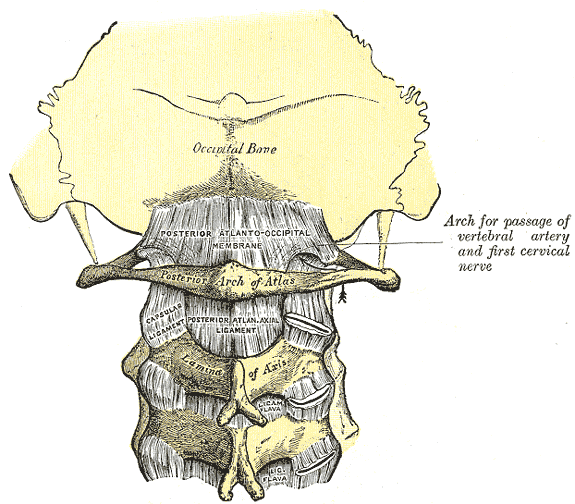
后寰枕骨膜和寰枢椎韧带示意图（中心可见寰椎）
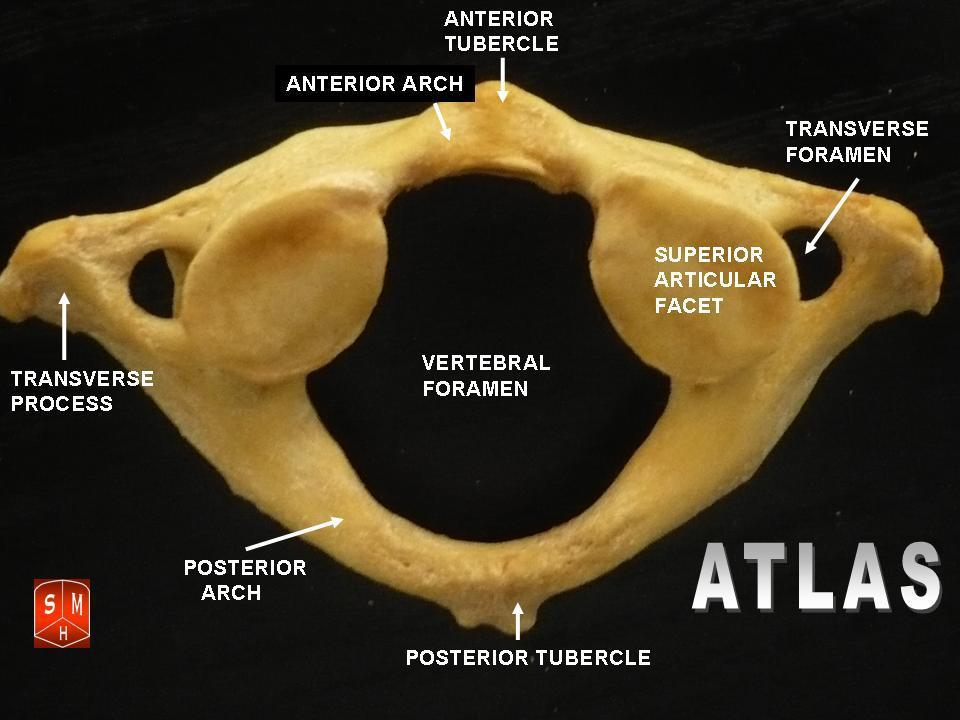
寰椎上面观
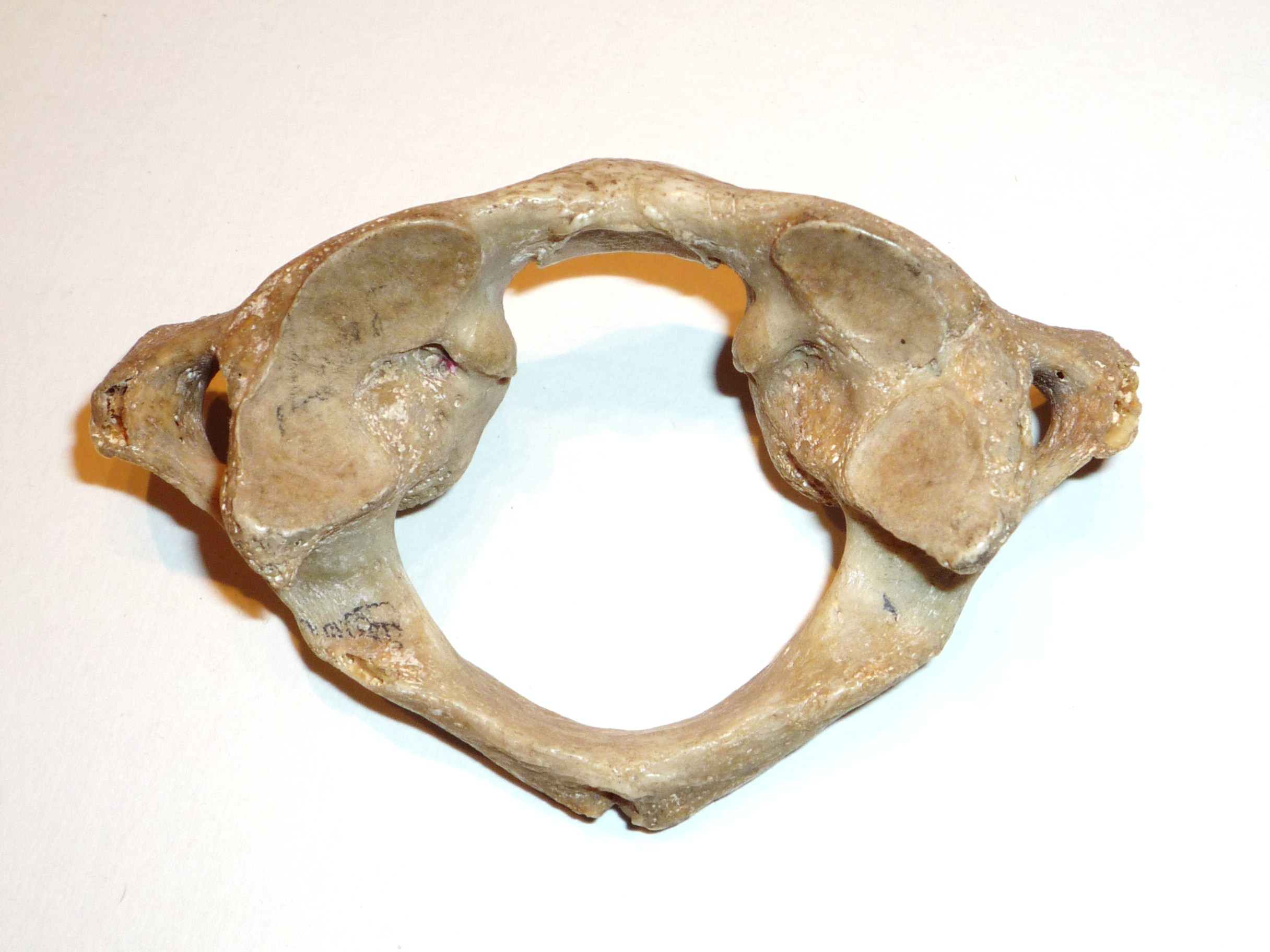
寰椎上面观
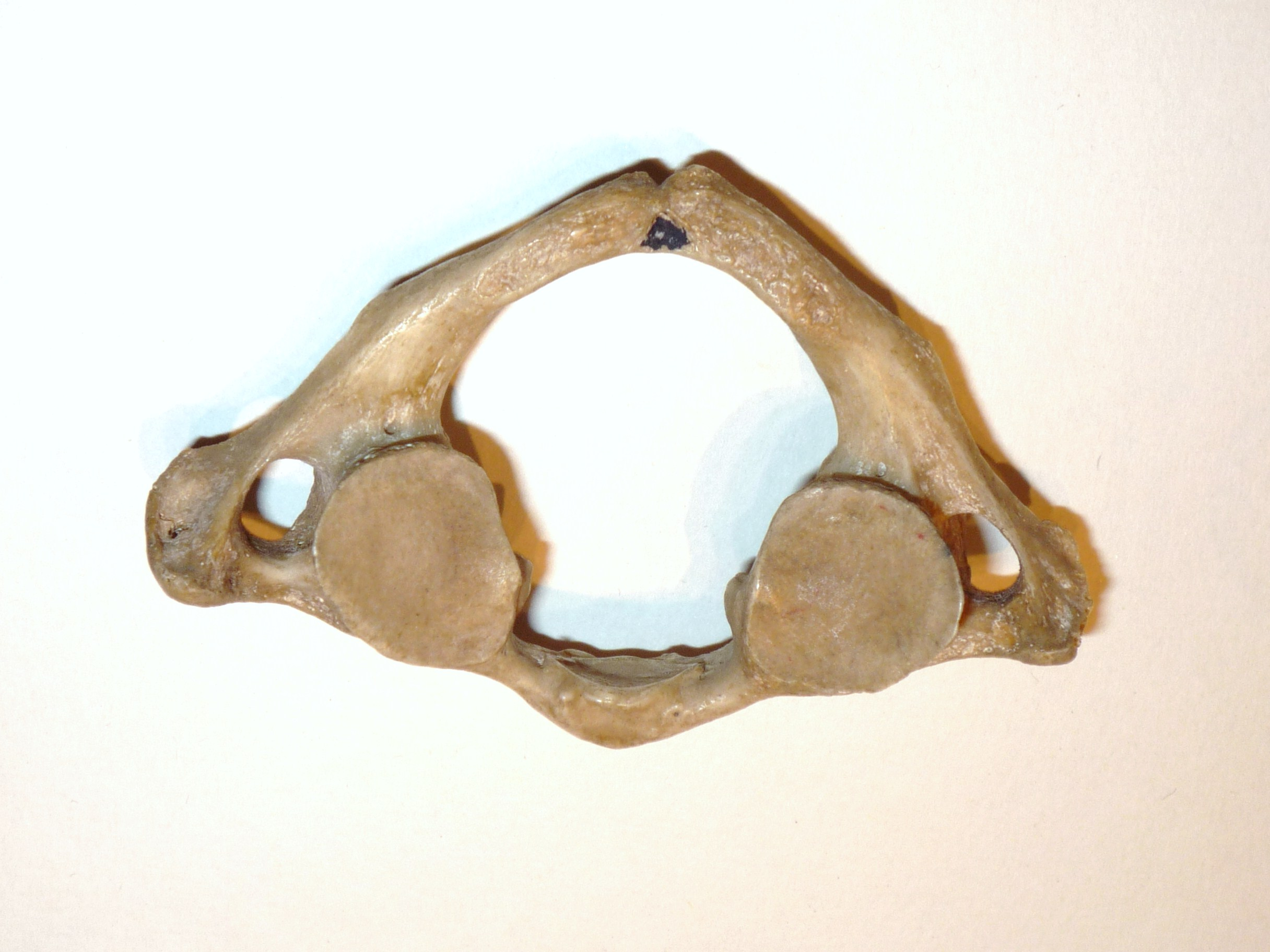
寰椎下面观
寰椎三维模型